# مقلية روهلاندية
مقلية روهلاندية (الاسم العلمي: Alcaligenes ruhlandii) هي نوع من البكتيريا، سلبية الغرام، تتبع المقلية.